# Quitandinha
Quitandinha is een gemeente in de Braziliaanse deelstaat Paraná. De gemeente telt 16.608 inwoners (schatting 2009).

## Aangrenzende gemeenten
De gemeente grenst aan Agudos do Sul, Campo do Tenente, Contenda, Lapa, Mandirituba en Piên.